# Eucharia funebris
Eucharia funebris là một loài bướm đêm thuộc phân họ Arctiinae, họ Erebidae.